# Tintern

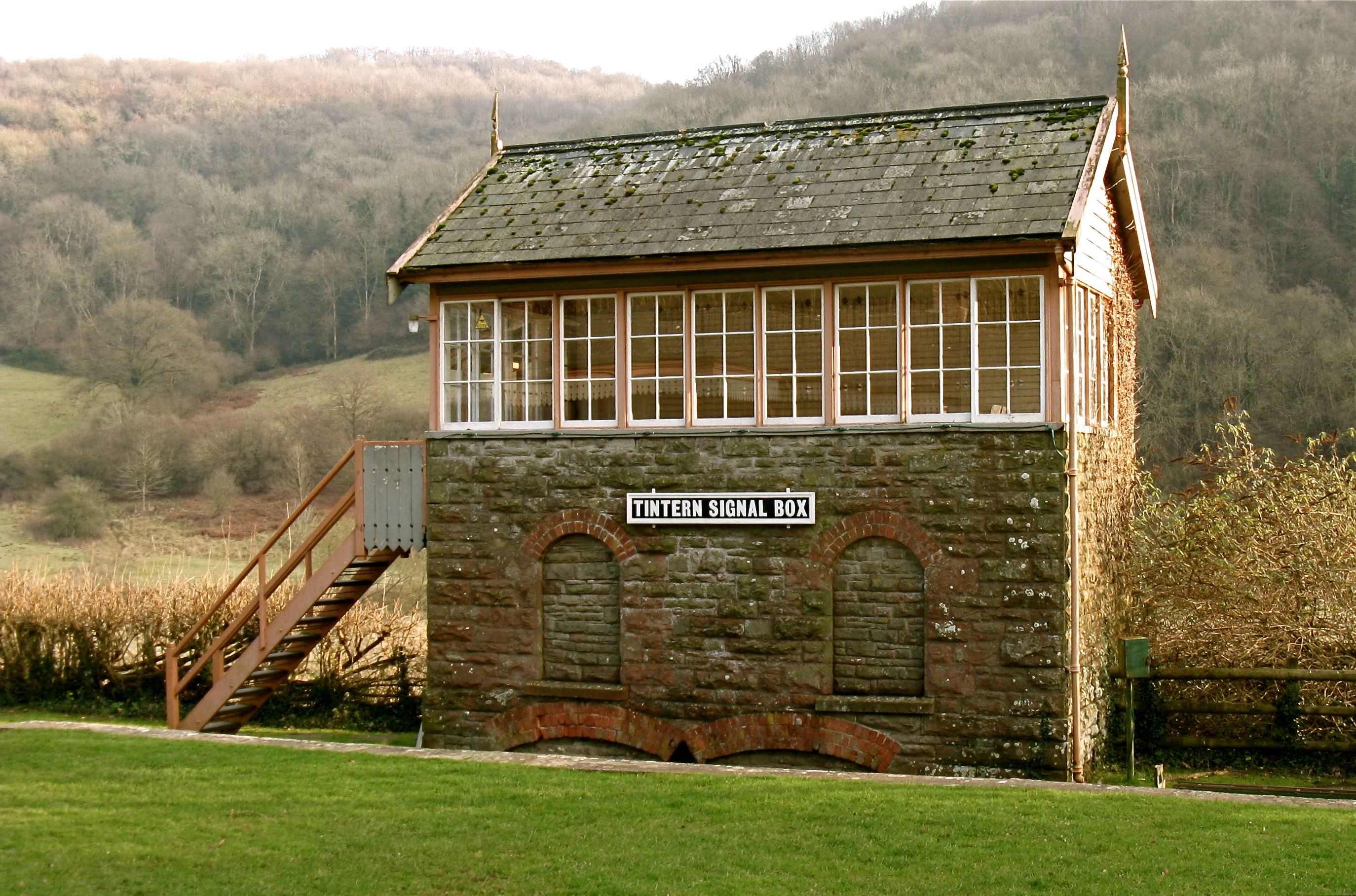
Tintern (Galles): cabina per gli scambi della ferrovia

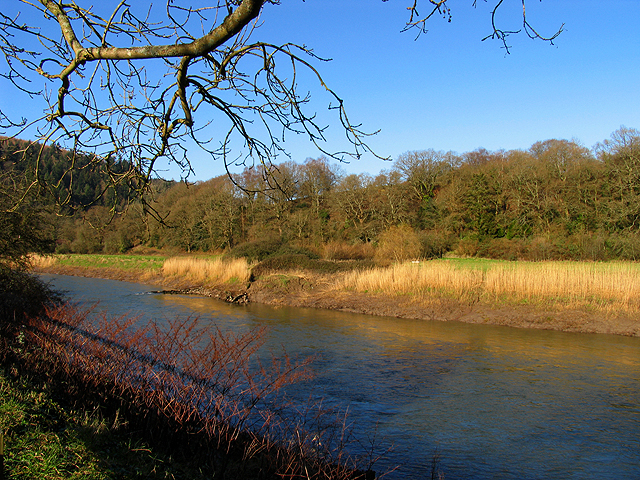
Il fiume Wye a Tintern

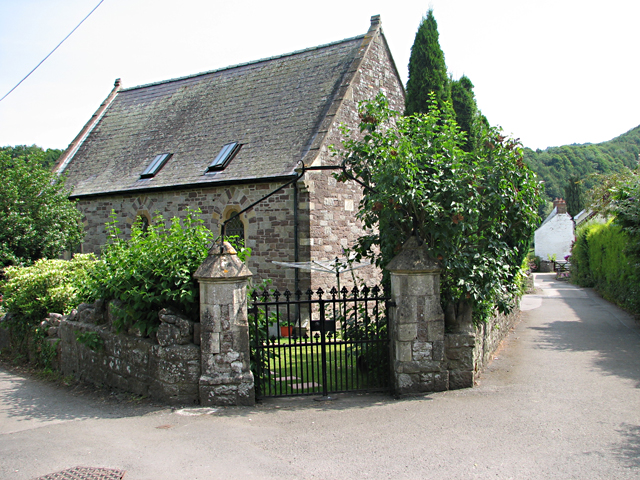
Una chiesetta a Tintern

Tintern (in lingua gallese: Tyndyrn) è un villaggio del Galles sud-orientale, appartenente alla contea del Monmouthshire (contea storica: Gwent) e situato al confine con l'Inghilterra, lungo la sponda occidentale del fiume Wye.
La località, formata dalle ex-parrocchie civili di Tintern Parva (Tyndyrn) e Chapel Hill (Abaty Tyndyrn), è famosa per la sua abbazia e per aver dato il nome ad un tipo di formaggio, prodotto nella vicina Abergavenny, ed è classificata come "Conservation Area".

## Geografia fisica

### Collocazione
Il villaggio di Tintern è situato nella parte sud-orientale della contea del Monmouthshire, al confine con la contea inglese del Gloucestershire, tra le località di Monmouth e Chepstow (rispettivamente a sud della prima e a nord della seconda). È inoltre situato a circa 1 km a sud di Brockweir (villaggio inglese situato sulla sponda opposta del fiume Wye) e a circa 6 km a sud di Llandogo.

## Geografia antropica

### Suddivisioni amministrative
- Tintern Parva
- Chapel Hill

## Edifici e luoghi d'interesse

### Abbazia di Tintern
L'Abbazia di Tintern (Tintern Abbey) è un'abbazia cistercense in rovina, fatta costruire nel 1131 da Walter de Clare, signore di Chepstow.
L'abbazia è ricordata nel poema di William Wordsworth Lines composed a few miles above Tintern Abbey, noto semplicemente come Tintern Abbey, ed ha dato il nome ad un'omonima abbazia nel Wexford (Irlanda).
|  |  |

## Chiesa di Santa Maria
Un altro sito d'interesse è rappresentato anche dalle rovine della Chiesa di Santa Maria, situata nell'ex-parrocchia civile di Chapel Hill: di origine medievale, fu ricostruita tra il 1866 e il 1868 su progetto di John Pritchard.
|  |  |